# Sagen om det blodige vampyrtrick
Sagen om det blodige vampyrtrick er en gyser-roman skrevet af Dennis Jürgensen. Romanen er udgivet i 2004 på forlaget 
Historien handler om tre unge mennesker, der har Spøgelseslinien. De får en opgave at finde ud af, hvad der sker et gammel hus tæt ved kirkegården, hvor der er rygter om en vampyr.
Bogen modtog prisen for Bedste børnebog ved Orla-prisen i 2005.

## Plot
Spøgelseslinien, opklarer paranormale-fænomener, får en opringning fra Elsa Saberhagen, som er blevet angrebet af en vampyr. Absalon og Kasper tager ud til huset, hvor de snakker med Saberhagen og opstiller fotoudstyr der kan fange vampyren på film. De kan ikke se noget på filmen, og ringer til Tanja og Patricia for at få hjælp.
De møer Saberhagens søn, Ditlev, der fortæller dem, at hans mor har det med at opdigte ting. Han fortæller også om en røver ved navn Franz, som havde gemt sig i hendes hus, og angiveligt gemt pengene fra et røveri på en pengetransport. Da politiet senere havde fundet røveren, var han i chok og sagde, at hanvar blevet bidt af en vampyr.
Gruppen tager til Cirkus Sommerland, som har en vampyrhistorie kaldet ”Den skjulte vampyr” med ”Denta” som vampyren. En frivillig bliver hypnotiseret under forestillingen så vedkommende tror at han er en vampyr.
Samme nat er vampyren tilbage hos Saberhagen, og Tanja og Patricia ringer til politiet. På stationen kommer der en mand som kalder sig Ditlev Saberhagen, og det viser sig, at den person som tidligere havde udgivet sig for at være Ditlev i virkeligheden havde været røveren, samt at den virkelig Elsa Saberhagen var død to uger forinden. Personen de havde mødt var en skuespiller ved navn Klara Vipstrøm. Spøgelseslinien finder derefter en hemmelig gang i kælderen, som fører fører over til et mausoleum på kirkegården. I mausoleet finder de pengene fra røveriet, men den falske Ditlev overrasker dem med en pistol i hånden, og hans makker hvor Absalon havde set en mand, der lignede en vampyr. De finder en slags mine-vogn nede i gangen og kører hen til mausoleet, og finder de penge der forsvandt fra røveriet. Derefter kommer ”fake-Ditlev” og overrasker Spøgelseslinien med en pistol i hånden og Franz der har udgivet sig for at være vampyren. Politiet ankommer og får hånd om sagerne.